# Données ouvertes au Kenya
Les données ouvertes au Kenya désignent les données numériques libres d'accès et d'utilisation au Kenya. Elles apparaissent en 2011 avec la mise à disposition de 160 bases de données.

## Description
Le Kenya a mis en ligne le 8 juillet 2011 sa « Kenya Open Data Initiative », permettant l'accès à 160 bases de données.